# Dmitri Pávlovich Grigoróvich
Dmitri Pávlovich Grigoróvich, (en ruso: Дмитрий Павлович Григорович) nació en Kiev el 6 de febrero (25 de enero en el calendario juliano) de 1883, en ese momento parte del Imperio ruso, y falleció el 26 de julio de 1938 en Moscú. Fue un diseñador de aviones ruso/soviético, especializado en aviones anfibios, y dirigió la Oficina de Diseño Grigoróvich. 

## Primeros años
Su padre era Pável Dmítrievich Grigoróvich, un trabajador de la refinería de azúcar que había servido en el ejército en el departamento de intendencia, y su madre Jadviga Konstantínovna, hija del médico del Zemstvo local. Pariente del conocido novelista Dmitri Vasílievich Grigoróvich
Después de terminar en la escuela técnica, entró en el Instituto Politécnico de Kiev. Finalizó en 1909, y estudió un año en el Instituto de Lieja. En 1911, se traslada a San Petersburgo, y publicó el periódico Véstnik Vozdujoplávaniya (en ruso: «Вестник воздухоплавания», Heraldo de la aeronáutica). En 1912, trabajó como director de la planta de la Primera Sociedad Rusa de Aeronáutica (en ruso: Первое Российское общество воздухоплавания) fundada por Serguéi Schetinin.

## Primeros diseños

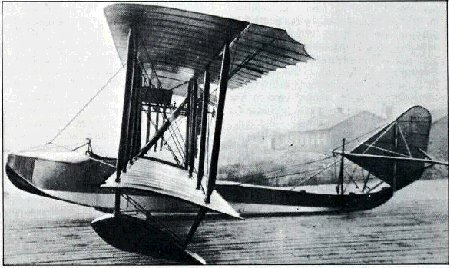
Grigoróvich M-5.

En 1913, diseñó el primer barco volador M-1, que fue el primer hidroavión del mundo. Después de construir los barcos voladores experimentales M-2, M-3 y M-4, en 1914 construyó el M-5. Fue un biplano de dos plazas hecho de madera, que tenía las siguientes características: 11.5 metros de ala, 30 m² de superficie alar, peso total de 660 kg, 330 kg de carga útil, y con una velocidad de 128 km/h. 
El barco volador entró en servicio en la flota rusa para reconocimiento y señalador artillero. El 12 de abril de 1915, el M-5 lleva a cabo su primera misión de combate. Hay diversas modificaciones del M-5 hasta 1923. 
Después del M-5, Grigoróvich construye el hidroavión pesado M-9, pensado para el lanzamiento de bombas contra barcos y objetivos costeros. En 1916 después de probado el hidroavión, fue aceptado para el servicio. En 1916, el piloto Jan Nagórski (Иван Нагурский) hizo un bucle (loop, maniobra acrobática) con el M-9.
Grigoróvich diseño el primer caza-hidroavión del mundo, el M-11. En 1916, diseñó dos aviones con base en tierra: el “S -1” y el “S -2”. El avión “S -2” fue el primer avión del mundo con dos colas. El mismo año diseño y construyó el hidroavión “M-20” con flotadores gemelos. En julio de 1917, se convirtió en propietario de la fábrica en la que había empezado como empleado, previamente separada de la planta de Schetinin. En 1918, la fábrica fue nacionalizada y Grigoróvich se trasladó a Sebastopol.

## Trabajos después de laRevolución de Octubre
En 1922, Grigoróvich se trasladó a Moscú, donde dirigió la fábrica GAZ-1 (ГАЗ-1), con sede en el aeródromo de Jodynka (cerca de Moscú), anteriormente llamada Dux («Дукс»), donde desarrolló los primeros cazas soviéticos, el Grigoróvich I -1 y el I -2. A finales de 1924, Grigoróvich se traslada a Leningrado a la fábrica Krasny liótchik (en ruso: «Красный летчик», Piloto Rojo), donde impulsará la misma, organizando una división experimental para aviones martímos llamada OMOS (en ruso:ОМОС). A finales de 1927, la OMOS de Grigoróvich es transferida a Moscú y renombrada como OPO-3 (en ruso: ОПО-3, опытный отдел-3, división experimental-3).
El 1 de septiembre de 1928, fue detenido por el OGPU, y entre diciembre de 1929 hasta 1931 estuvo detenido en la prisión de Butyrka, en una sharashka (en ruso: «шарашка», donde científicos detenidos realizaban investigaciones) — TsKB-39 (ЦКБ-39) del OGPU, coincidiendo con Nikolái Polikárpov, diseñando conjuntamente en abril de 1930 el caza I-5.

## Superviviente a laGran Purga
En la década de 1930, compatibilizaba el diseño con la enseñanza en el Instituto de Aviación de Moscú (МАИ - MAI), convirtiéndose más adelante en el jefe del departamento de construcción de aeronaves.
Murió de cáncer en 1938.